# Сюзанн Ленделіс
Сюзанн Ленделіс (англ. Suzie Landells, 12 грудня 1964) — австралійська плавчиня.
Призерка Олімпійських Ігор 1984 року.
Переможниця Ігор Співдружності 1986 року.